# Klasselotteriet
 Der er for få eller ingen kildehenvisninger i denne artikel, hvilket er et problem. Du kan hjælpe ved at angive troværdige kilder til de påstande, som fremføres i artiklen.

Det Danske Klasselotteri eller blot Klasselotteriet er et dansk lotteri, der ejes af staten.
Lotteriet blev oprettet under navnet Det Kongelige Kjøbenhavnske Klasselotteri i 1753 efter kongelig forordning af Frederik 5., som gav Det Kongelige Opfostringshus privilegium til at drive lotteri. I 1771 fratog Johann Friedrich Struensee dem dog privilegiet. Siden har lotteriet været ejet af den danske stat og blev i 1992 omdannet til et statsligt aktieselskab.
Klasselotteriet er den form for hasardspil i Danmark, der udbetaler den største andel af de indskudte penge i gevinster. Udlodningsgraden er minimum 65 %.
I Klasselotteriet er der årligt to lotterier, begyndende i april og oktober. Hvert lotteri opdeles i månedlige fornyelser og trækninger, også kaldet klasser. Der er daglige trækninger i Klasselotteriet fra den 15.-19. hver måned. Lotteret har (medio 2022) 500.000 lodnumre, som indgår i trækningerne. Disse lodder består af såkaldte Megalodder samt 1/1, 1/2, 1/4 og 1/8-lodder. Størrelsen af et lod afgør den mulige præmies størrelse i lotteriet, men har ingen indflydelse på sandsynligheden for, hvorvidt et lod bliver udtrukket.
Tidligere foregik Klasselotteriets salg af lodder primært gennem lotteriets salgskontor i København og et netværk af omkring 500 forhandlere (kaldet kollektører) over hele landet. Disse kollektører blev tidligere valgt efter sociale kriterier, således at salget kunne supplere en beskeden indtægt. Den dag i dag benytter Klasselotteriet stadig forhandlere eller kollektører og havde medio 2022 19 kollektører fordelt over hele landet.

## Historie

### 1753-1771: Grundlæggelse og fratagelse af privilegium
Klasselotteriet er Danmarks ældste lotteri og en af landets ældste virksomheder. Klasselotteriets historie går tilbage til den 29. juni 1753, hvor lotteriet blev grundlagt af kong Frederik 5. Spil og lotterier var dengang en populær kilde til underholdning for folket – både i Danmark og i udlandet, særligt i Paris. Den unge kong Frederik 5. tillod klasselotteriet mod betaling af en årlig afgift til fattigvæsenet. Bevillingen blev givet til Det Kongelige Opfostringshus. Herved afløste Klasselotteriet en række smålotterier, som regeringen havde oprettet siden 1719, og i sommeren 1753 var Det Kongelige Kjøbenhavnske Klasselotteri en realitet.
Den 25. februar 1754 fandt lotteriets første trækning sted på Charlottenborg på Kgs. Nytorv. Her var trækningerne i en lang årrække en velbesøgt begivhed for befolkningen. Kort tid efter blev magthaverne i Danmark opmærksomme på, at det trods lotteri-tilladelsen var vigtigt ikke at give spilledjævlen frit spil. Man forbød derfor hasardspil i Danmark selvsamme år og i en lang periode herefter. I 1771 fratog Struensee Det Kongelige Opfostringshus priviligium til at drive lotteri, og lotteriet overgik herved til statslig eje. Med statens officielle godkendelse og beskyttelse overlevede lotteriet både forbud og senere enevældens tid.

### 1992: Klasselotteriet bliver et aktieselskab
I 1990'erne gennemgik Klasselotteriet en større modernisering. Blandt andet omdannede man i 1992 Klasselotteriet til et aktieselskab, hvor staten udbyder lotteri og ejer 100 % af aktierne.

### 1999-2000: Første elektroniske trækning
Med moderniseringen af lotteriet fulgte også digitaliseringen. Frem til 1995 foregik trækningerne i Klasselotteriet manuelt og blev udført pr. håndkraft. Således blev samtlige numre og gevinstlodder i lotteriet håndtrillet af lotteriets medarbejdere. Til hvert nyt lotteri blev der trillet et helt nyt sæt med det samlede antal lodder og gevinster, der var i det pågældende lotteri. I april 2000 med trækning nummer 383 overgik trækningerne til at blive elektroniske. Den første version af et elektronisk trækningsprogram var udviklet i samarbejde med DTU i løbet af 1999.

### 2021: Sammenlægning med Danske Spil
I juli 2021 indgik et bredt flertal i Folketinget en aftale om at sammenlægge Klasselotteriet med Danske Spil.
 I pressemeddelelsen oplyses det, at begrundelsen er, at regeringen forventer at en sammenlægning kan skabe positive effekter bl.a. i kraft af en fortsat digital omstilling og udvikling af initiativer, som skal fremme ansvarligt spil og modvirke bl.a. hvidvask og ludomani.
I november 2021 fremlagde finansministeren et aktstykke, der skal give den formelle tilladelse til, at der kan arbejdes videre med planerne om sammenlægningen. Det oplyses samtidig at Klasselotteriet vil blive et helejet datterselskab under Danske Spil. Som led i processen vil statens ejerandel i Danske Spil blive øget fra 80 % til 80,95 %.
Den 1. april 2022 var der ekstraordinær generalforsamling i Danske Spil, hvor sammenlægningen er blevet endeligt gennemført.

## Indflydelse
I perioden efter 1771 blev lotteriet en væsentlig institution i det danske samfund, da det for nogle arbejdere og bønder ansås at være en kilde til håb og drømme.

### H.C. Andersen
Den verdensberømte forfatter H.C. Andersen var kendt som en spillefugl og fortalte gennem livet hyppigt om drømmen om den store gevinst. Ifølge breve fra sine udlandsrejser forhørte han sig ofte om sine lodder og fulgte ivrigt lotteriets trækninger på afstand. Den 15. november 1873 blev drømmen til virkelighed, da forfatterens lod nummer 41.214 blev udtrukket og udløste en gevinst på 500 rigsdaler.

### FLSmidth
I 1881 startede håndværker og maskinkonstruktør Frederik Læssøe Smidth sin egen virksomhed. I begyndelsen var det sparsomt med forhåndsordrer for virksomheden, men en gevinst på 2.000 kroner i lotteriet fordoblede virkomhedens egenkapital og gav den unge håndværker mulighed for at tage på forretningsrejser i udlandet. Frederik rejste derfor til Østrig, Ungarn og Tyskland, og med sig hjem havde han den første ordre. I dag er Frederik Læssøe Smidths virksomhed kendt under navnet FLSmidth, en verdensomspændende cementkoncern med omkring 13.000 ansatte.

### Danske Bank
En gevinst i 1871 til den københavnske vekselerer G.A. Gedalia spillede angiveligt en rolle i tilblivelsen af Danske Bank. Med gevinsten førte Gedalia sin mangeårige drøm om at starte en storbank ud i livet. Derved blev Den Danske Landmandsbank en realitet. Den farverige og kontroversielle Gedalia, som af mange ansås for at være en svær person at omgås, forlod dog kort tid efter sit eget projekt i vrede. Banken levede videre, gennemgik sidenhen flere navneskifte og fusioner og er i dag kendt under navnet Danske Bank.

### Klasselotteriet i litteraturen
Inden for litteraturen spiller Klasselotteriet ofte en rolle, eksempelvis i romanen Livsens Ondskab skrevet af Gustav Wied, hvor bogens hovedperson, Thummelumsen, vinder en gevinst i Klasselotteriet. Den store sum penge gør, at han kan opfylde sin drøm om at købe den "den fædrene gård". I Henrik Hertz' teaterstykke Sparekassen fra 1836 spiller klasselotteriforhandler Madam Rust en fremtrædende rolle. Klasselotteriet bruges også som rekvisit i Martin Andersen Nexøs "Lotterisvensken". Novellen fra slutningen af 1800-tallet handler om en alkoholiseret og fattig stenhugger, der bytter sin lodseddel væk for alkohol, uheldigvis kort før en stor gevinst udtrækkes på lodsedlen.

## Nøgletal

### Omsætning
Klasselotteriets realiserede omsætning for regnskabsåret 2016/2017 lød på 741 millioner kroner.
- Realiseret omsætning 2012/2013: kr. 704 millioner.
- Realiseret omsætning 2013/2014: kr. 726 millioner.
- Realiseret omsætning 2014/2015: kr. 741 millioner.
- Realiseret omsætning 2015/2016: kr. 744 millioner.
- Realiseret omsætning 2016/2017: kr. 741 millioner.
- Realiseret omsætning 2017/2018: kr. 760 millioner.
- Realiseret omsætning 2018/2019: kr. 737 millioner.
- Realiseret omsætning 2019/2020: kr. 742 millioner.
- Realiseret omsætning 2020/2021: kr. 744 millioner.
- Realiseret omsætning 2021/2022: kr. 741 millioner.

### Tilbagebetaling
Klasselotteriet er forpligtet til at tilbagebetale mellem 65-72% af indskuddet i form af gevinster til spillere. Dette er karakteristisk for al klasselotteri i Danmark. Overskuddet fra Klasselotteriet udloddes via udlodningsmidlerne.
- Udlodning 2012/2013: kr. 95 millioner.
- Udlodning 2013/2014: kr. 97 millioner.
- Udlodning 2014/2015: kr. 101 millioner.
- Udlodning 2015/2016: kr. 107 millioner.
- Udlodning 2016/2017: kr. 100 millioner.
- Udlodning 2017/2018: kr. 62 millioner.
- Udlodning 2018/2019: kr. 100 millioner.
- Udlodning 2019/2020: kr. 100 millioner.
- Udlodning 2020/2021: kr. 102 millioner.
- Udlodning 2021/2022: kr. 96 millioner.

### Spillere
Op mod 350.000 danskere spiller med i Klasselotteriet (medio 2022).

## Trækning og kontrol

### Trækning
Klasselotteriets trækningssystem bygger på en generator af tilfældige tal – også kaldet en tandhjulsgenerator. I en trækning indgår 48 cifre fra 0-9, som udtrækkes af Notarius Publicus. Efter hver enkelt trækning forsegles de udtrukne cifre og overdrages til Spillemyndigheden, som herefter gennemfører statistiske tests og langtidsanalyser af alle trækningsresultater.
Frem til 1993 benyttede Varelotteriet og Landbrugslotteriet Klasselotteriets trækningslister, men da Klasselotteriet fik flere lodsedler, valgte de to mindre lotterier at oprette egne trækningslister.

### Kontrol
Det er Spillemyndigheden, en selvstændig styrelse under Skatteministeriets koncern, som varetager kontrollen af Det Danske Klasselotteri A/S. Foruden Klasselotteriet varetager Spillemyndigheden også kontrol og overvågning af spillemarkedet i Danmark.

## Lancering af nyt lotteri
I 2016 annoncerede Klasselotteriet for første gang i 260 år, at virksomheden ville lancere et nyt lotteri. I det nye lotteri kaldet Nabolotteriet, tages udgangspunkt i en teknologi, hvor en spiller kan spille med på sin adresse. Nabolotteriets første trækning fandt sted den 7. maj 2017.